# 葉萬景
葉萬景（1553年—？），字霽伯，號清寰，浙江寧波府鄞縣人，民籍，明朝政治人物。

## 生平
萬曆元年（1573年）癸酉科浙江鄉試第二十名，萬曆八年（1580年）庚辰科會試第十九名，登二甲第十九名進士。礼部觀政，本年授刑部主事，养病。十五年复除本部，十六年升员外郎，十七年升郎中，本年升永州知府，二十年养病。

## 家族
曾祖葉郁；祖父葉明，封刑部主事；父葉應驄，曾任知府。母陳氏；嫡母魏氏（封安人）；生母宮氏。